# ランベルチアニンD
ランベルチアニンD(lambertianin D)は、シマバライチゴ(Rubus lambertianus)で見られるエラジタンニンの一つ。カスアリクチンのテトラマー（四量体）である。